# Genética dirigida
La genética dirigida  (o impulso genético) es una tecnología de ingeniería genética que propaga un conjunto particular de genes a través de una población alterando la probabilidad de que un alelo específico se transmita a la descendencia a partir de la probabilidad natural del 50%. Las transmisiones de genes pueden surgir a través de una variedad de mecanismos y se han propuesto para proporcionar un medio eficaz de modificar genéticamente poblaciones específicas y especies enteras.
La técnica puede emplear la adición, eliminación, interrupción o modificación de genes.
La genética dirigida es la práctica de "estimular una herencia predispuesta o sesgada de genes particulares para alterar poblaciones enteras". Las alteraciones posibles incluyen añadir, interrumpir, o modificar genes, incluyendo aquellos que reducen la capacidad reproductiva y puede causar un quiebre de población. Notablemente, la genética dirigida funciona sólo en especies que se reproducen sexualmente, así que no se pueden utilizar para desarrollar poblaciones de virus o bacterias. Algunos alelos han evolucionado mecanismos moleculares que les confiere una posibilidad de transmisión más grande que el normal de 50%, lo que les confiere propiedades de genética dirigida. Módulos genéticos sintéticos con propiedades similares han sido desarrollados como potentes técnicas para la edición del genoma de poblaciones de laboratorio. También ha sido propuesto como técnica para cambiar las poblaciones salvajes, por ejemplo en el caso para combatir insectos que transmiten enfermedades  (en particular mosquitos en los casos de malaria, dengue y zika), para controlar especies invasoras, o para eliminar la resistencia a los herbicidas o pesticidas. Varios mecanismos moleculares pueden mediar la genética dirigida. Este apunte se enfoca en la genética dirigida basada en la endonucleasa, la más versátil y activamente desarrollada sistema interno molecular para la genética dirigida. Se nota que el término genética se refiere a ambos el principio de predisponer una herencia de alelo y a los elementos genéticos que presentan una herencia predispuesta (ej. una pieza de ADN).
Porque es una manera de artificialmente sesgar o predisponer una herencia de genes, la genética dirigida constituye un cambio importante en la biotecnología. El impacto potencialmente enorme de liberar la genética dirigida en la naturaleza levanta importantes preocupaciones bioéticas con respecto a su desarrollo y administración.

## Mecanismo
En especies que se reproducen sexualmente, la mayoría de los genes están presentes en dos copias (que pueden ser alelos diferentes o no), cada cual tiene 50% de posibilidad de ser heredado. Para que un alelo se extienda a través de una población grande, se requiere que aumente la forma física y aptitud ante el ambiente de cada individuo. Algunos alelos han evolucionado mecanismos moleculares que les confiere una posibilidad de transmisión más grande que el normal de 50%. Esto les permite extenderse a través de una población incluso si se reduce la forma física y aptitud de cada organismo individual. De este modo predisponiendo la herencia de genes alterados particulares, la genética dirigida sintética podrían ser usada para propagar alteraciones a través de poblaciones salvajes.

### Mecanismos moleculares

Mecanismo molecular de la genética dirigida.

En el nivel molecular, el gen de la endonucleasa trabaja cortando cromosomas que no codifican la dirección en un sitio concreto, induciendo a la célula a reparar el daño copiando la secuencia dirigida en el cromosoma averiado. Esto es derivado de técnicas de edición de genoma y que similarmente se basa en el hecho de que las roturas de doble cadena son más frecuentemente reparados por recombinación homóloga si una plantilla está presente, y menos a menudo por recombinación no homóloga. La célula entonces tiene dos copias de la secuencia dirigida. Para conseguir este comportamiento, la genética dirigida de endonucleasa consisten en dos elementos anidados:
- Ya sea una endonucleasa orientadora o una endonucleasa guiada por ARN (p. ej., Cas9 o Cpf1 ) y su ARN guía, que corta la secuencia objetivo en las células receptoras
- Una secuencia de plantilla utilizada por la maquinaria de reparación del ADN después de cortar la secuencia objetivo. Para lograr la naturaleza autopropagante de la genética dirigida, esta plantilla de reparación contiene al menos la secuencia de la endonucleasa. Debido a que la plantilla debe usarse para reparar una rotura de doble cadena en el sitio de corte, sus lados son homólogos a las secuencias adyacentes al sitio de corte en el genoma del huésped. Al dirigir la genética dirigida a una secuencia de codificación genética, este gen se desactivará; Se pueden introducir secuencias adicionales en la genética dirigida para codificar nuevas funciones.

Como resultado, la inserción de la genética dirigida en el genoma volverá a ocurrir en cada organismo que herede una copia de la modificación y una copia del gen de tipo salvaje. Si la genética dirigida ya está presente en el óvulo (por ejemplo, cuando se recibe de uno de los padres), todos los gametos del individuo llevarán la genética dirigida (en lugar del 50% en el caso de un gen normal).

### Difusión en la población
Dado que nunca puede más del doble de frecuencia con cada generación, un impulso génico introducido en un solo individuo requiere típicamente docenas de generaciones para afectar a una fracción sustancial de una población. Alternativamente, la liberación en un número suficiente de organismos que contienen unidades puede afectar al resto en pocas generaciones; Por ejemplo, introduciéndolo en cada milésimo individuo, toma solamente 12-15 generaciones para estar presente en todos los individuos. Si una unidad genética se fija en última instancia en una población y en qué velocidad depende de su efecto en la aptitud de los individuos, en la tasa de conversión de alelos y en la estructura de la población. En una población bien mezclada y con frecuencias de conversión de alelos realistas (≈90%), la genética de la población predice que los impulsos genéticos se fijan para el coeficiente de selección menor de 0,3; en otras palabras, la genética dirigida puede ser utilizada no sólo para difundir modificaciones genéticas benéficas, pero también perjudiciales, ya que el éxito reproductivo no se reduce en más del 30%. Este es un gran contraste con los genes normales, que sólo pueden propagarse en grandes poblaciones si son beneficiosas.

## Aplicaciones y limitaciones técnicas

### Aplicaciones
La genética dirigida tienen dos clases principales de aplicaciones, el cual, a pesar de que está basado en la misma tecnología, tiene implicaciones de importancia diferente:
- Introducir una modificación genética en poblaciones de laboratorio; una vez una cepa o una línea que lleva la genética dirigida ha sido producida, la dirección puede ser pasada a cualquier otra línea sencillamente mediante el apareo. Aquí la genética dirigida es usada para conseguir mucho más fácilmente una tarea que es factible con otras técnicas. Requiere un confinamiento reforzado de las poblaciones de laboratorio para evitar una liberación accidental de la genética dirigida en la naturaleza.
- Introducir una modificación genética en poblaciones silvestres. En contraste con el primero, los impulsos genéticos aquí constituyen un desarrollo importante y abren la puerta a cambios previamente inalcanzables.

Debido al potencial sin precedentes de la genética dirigida, mecanismos salvaguardas han sido propuestos y probados.

### Limitaciones técnicas
Debido a que la genética dirigida se propaga al reemplazar otros alelos que contienen un sitio de corte y las homologías correspondientes, su aplicación se limita a las especies de reproducción sexual (porque son diploides o poliploides y los alelos se mezclan en cada generación). Como efecto secundario, la endogamia podría ser, en principio, un mecanismo de escape, pero la medida en que esto puede suceder en la práctica es difícil de evaluar.
Debido a la cantidad de generaciones necesarias para que la genética dirigida afecte a una población entera, el tiempo de universalidad varía según el ciclo reproductivo de cada especie: puede requerir menos de un año para algunos invertebrados, pero siglos para organismos con intervalos de años. entre el nacimiento y la madurez sexual, como los humanos. Por lo tanto, esta tecnología es de mayor uso en especies de reproducción rápida.

## Cuestiones
Cuestiones que los investigadores han destacado incluyen:
- Mutaciones— es posible que una mutación podría pasar en el medio del camino, lo cual tiene el potencial de dejar rasgos indeseados que "persistan a continuación" a medida que se extiende la genética dirigida.
- Escape—El cruzamiento de razas o el flujo del gen puede potencialmente dejar que una genética dirigida se vaya más allá su población objetivo.
- Impactos ecológicos—Incluso cuándo los impactos directos de los nuevos rasgos en un objetivo son entendidos, la genética dirigida puede tener efectos secundarios en el entorno.

En febrero de 2016, científicos británicos recibieron permiso por parte de los reguladores para modificar genéticamente embriones humanos utilizando CRISPR-Cas9 y técnicas relacionadas bajo la condición de que los embriones sean destruidos en siete días.

### Preocupaciones de bioética
Hay preocupaciones bioéticas también, ya que la genética dirigida es una herramienta muy potente.
La genética dirigida afectan a todas las generaciones futuras y representan la posibilidad de un cambio mayor en una especie viva de lo que ha sido posible antes.
En diciembre de 2015, los científicos de las principales academias mundiales pidieron una moratoria sobre las ediciones del genoma humano heredables que afectarían la línea germinal, incluidas las relacionadas con las tecnologías CRISPR-Cas9, pero apoyaron la investigación básica continua y la edición de genes que no afectaría a las generaciones futuras.
En febrero de 2016, los reguladores dieron permiso a los científicos británicos para modificar genéticamente los embriones humanos mediante el uso de CRISPR-Cas9 y técnicas relacionadas con la condición de que los embriones fueran destruidos en siete días.  En junio de 2016, las Academias Nacionales de Ciencias, Ingeniería y Medicina de EE. UU. publicaron un informe sobre sus "Recomendaciones para una conducta responsable" de las unidades de genes.
Los modelos sugieren que los impulsos genéticos orientados a la extinción eliminarán las especies objetivo y que los impulsos podrían llegar a poblaciones más allá del objetivo dada la conectividad mínima entre ellos.
Kevin M. Esvelt declaró que se necesitaba una conversación abierta sobre la seguridad de la genética dirigida: "En nuestra opinión, es prudente suponer que los sistemas de genética dirigida invasivos y autopropagantes probablemente se propaguen a todas las poblaciones de las especies objetivo en todo el mundo. En consecuencia, solo deberían construirse para combatir plagas verdaderas como la malaria, para las cuales tenemos pocas contramedidas adecuadas y que ofrecen un camino realista hacia un acuerdo internacional para desplegar entre todas las naciones afectadas". Sugirió un modelo abierto para su propia investigación sobre el uso de la genética dirigida para erradicar la enfermedad de Lyme en Nantucket y Martha's Vineyard. Esvelt y sus colegas sugirieron que CRISPR podría usarse para salvar la vida silvestre en peligro de extinción. Esvelt luego se retractó de su apoyo a la idea, a excepción de las poblaciones extremadamente peligrosas como los mosquitos portadores de la malaria y las islas aisladas que evitarían que la genética dirigida se extendiera más allá del área objetivo.

## Historia
Austin Burt, un geneticista evolutivo en el Colegio Imperial de Londres, primeramente esbozo la posibilidad de construir la genética dirigida basada en genes naturales "egoístas" de endonucleasa buscadora de objetivos en 2003. Los investigadores ya habían demostrado que estos “genes” egoístas podrían extenderse rápidamente a través de generaciones sucesivas. Burt sugirió que la genética dirigida podrían ser utilizada para impedir que una población de mosquito pueda transmitir el parásito de la malaria o provocar un quiebre en la población de mosquitos. Se han demostrado la genética dirigida basadas en endonucleasas autoguiadas en el laboratorio, en poblaciones transgénicas de mosquitos y moscas de fruta. Sin embargo, las endonucleasas dirigidas son específicas de la secuencia. Dado que la alteración de su especificidad para apuntar a otras secuencias de interés sigue siendo un desafío importante. Las posibles aplicaciones de la genética dirigida permanecieron limitadas hasta el descubrimiento de CRISPR y las endonucleasas guiadas por ARN asociadas como Cas9 y Cpf1.
En junio de 2014, el Programa Especial de Investigación y Capacitación en Enfermedades Tropicales de la Organización Mundial de la Salud (OMS) emitió directrices  para evaluar los mosquitos genéticamente modificados. En 2013, la Autoridad Europea de Seguridad Alimentaria emitió un protocolo  para evaluaciones ambientales de todos los organismos genéticamente modificados.

### Financiamiento
Objetivo Malaria, un proyecto financiado por la Fundación Bill y Melinda Gates, invirtió $ 75 millones en tecnología de impulso genético. La fundación estimó originalmente que la tecnología estaría lista para su uso en el campo para 2029 en algún lugar de África. Sin embargo, en 2016 Gates cambió esta estimación a algún tiempo dentro de los siguientes dos años.  En diciembre de 2017, los documentos publicados bajo la Ley de Libertad de Información mostraron que DARPA había invertido $ 100 millones en investigación de la genética dirigida.

## CRISPR/Cas9
CRISPR/Cas9  es un método de corte de ADN que ha hecho a la ingeniería genética más rápida, más fácil y más eficiente desde 2013. La aproximación implica expresar la endonucleasa Cas9 guiada por ARN junto con los ARN guía que la dirigen a una secuencia particular a editar. Cuando Cas9 corta la secuencia objetivo, la célula a menudo repara el daño reemplazando la secuencia original con ADN homólogo. Al introducir una plantilla adicional con las homologías apropiadas, Cas9 se puede utilizar para eliminar, añadir o modificar genes de una manera sin precedentes simple. A partir de 2014, había sido probado con éxito en células de 20 especies, incluyendo seres humanos.  En muchas de estas especies, las modificaciones modificaron su línea germinal,  permitiéndoles ser heredadas.
Esvelt y sus colegas sugirieron por primera vez en 2014 que CRISPR / Cas9 podría ser utilizado para construir genética dirigida de endonucleasa. En 2015, los investigadores publicaron la ingeniería exitosa de genética dirigida basadas en CRISPR en Saccharomyces, Drosophila y Culicidae.  Los cuatro estudios demostraron una distorsión de herencia extremadamente eficiente durante generaciones sucesivas,  y un estudio demostró la propagación de la genética dirigida en poblaciones de laboratorio ingenuas. Se espera que surjan alelos resistentes a la dirección para cada una de las  genética dirigida descritas, sin embargo, esto puede retrasarse o prevenirse al apuntar a sitios altamente conservados en los que se espera que la resistencia tenga un costo de aptitud física severo.
Debido a la flexibilidad de focalización de CRISPR/Cas9, la genética dirigida derivadas podrían teóricamente usarse para diseñar casi cualquier rasgo. A diferencia de los diseños anteriores, podrían adaptarse para bloquear la evolución de la resistencia al impulso en la población objetivo al dirigir múltiples secuencias dentro de los genes apropiados. CRISPR/Cas9 también podría permitir una variedad de arquitecturas de impulso genético destinadas a controlar en lugar de poblaciones de choque. Cabe destacar que las unidades de genes guiadas por ARN podrían diseñarse con otras endonucleasas guiadas por  ARN, como CRISPR/Cpf1.

## Aplicaciones a poblaciones silvestres
Una aplicación posible es modificar genéticamente los mosquitos y otros vectores de enfermedad para que no puedan transmitir enfermedades como la malaria, zika y el dengue. En junio de 2014, la Organización Mundial de la Salud (OMS) para el Programa Especial para Búsqueda y Entrenamiento en Enfermedades Tropicales emitieron directrices para evaluar mosquitos genéticamente modificados. En 2013 la Autoridad de Europea de Seguridad Alimentaria emitió un protocolo para valoraciones medioambientales de todos los organismos genéticamente modificados. Los investigadores creen que la aplicación de la nueva técnica a sólo el 1% de la población silvestre de mosquitos puede erradicar la malaria en un año.